# Мушников, Александр Александрович
Александр Александрович Му́шников (1849—1909) — российский военный юрист, учёный-правовед, педагог и научный писатель, профессор Военно-юридической академии.
Образование получил во 2-й Санкт-Петербургской военной гимназии и 1-м Павловском военном училище, которое окончил в 1867 году, после проходил военную службу в пехотных частях российской армии, занимал офицерские должности. В 1871 году поступил в Военно-юридическую академию в Санкт-Петербурге, после чего был оставлен преподавать в этом заведении, с 1880 года был в нём адъюнкт-профессором, в 1890 году стал экстраординарным профессором, 4 декабря 1892 года назначен инспектором классов 1-го кадетского корпуса; в 1895 году получил звание заслуженного профессора, в 1897 году был назначен военным судьёй Варшавского, а в 1901 году — Виленского военно-окружного суда. В 1906 году вышел в отставку.
Как учёный занимался в первую очередь вопросами военного законодательства и организацией военных судов, а также историей военных судов в России. Главные труды: «Основные понятия о нравственности, праве и общежитии» (Санкт-Петербург, 1889; 2-е издание — 1894; руководство по законоведению для военно-учебных заведений); «Русские государственные и гражданские законы» (Санкт-Петербург, 1891), «Русские военно-уголовные законы в связи с законами общеуголовными» (Санкт-Петербург, 1892); «Очерк истории и современной организации военного суда в России и на Западе Европы» (диссертация на занятие должности профессора) и «Особенная часть русских военно-уголовных законов» (Санкт-Петербург, 1890).